# Анелін (Ласький повіт)
Анелін (пол. Anielin) — село в Польщі, у гміні Ласьк Ласького повіту Лодзинського воєводства.
Населення — 247 осіб (2011).
У 1975-1998 роках село належало до Серадзького воєводства.

## Демографія
Демографічна структура станом на 31 березня 2011 року:
|          | Загалом | Допрацездатний вік | Працездатний вік | Постпрацездатний вік |
| -------- | ------- | ------------------ | ---------------- | -------------------- |
| Чоловіки | 127     | 24                 | 92               | 11                   |
| Жінки    | 120     | 22                 | 72               | 26                   |
| Разом    | 247     | 46                 | 164              | 37                   |